# Harry de Groot
Harry de Groot (Amsterdam, 24 december 1920 - Blaricum, 27 september 2004) was een Nederlandse componist, accordeonist en zanger.
De Groot was de componist van liedjes van onder andere Johnny Jordaan, Tante Leen en Willy Alberti. Hij schreef duizenden liedjes waaronder Geef mij maar Amsterdam, Een Pikketanussie, De zon schijnt voor iedereen en Als het orgel speelt op die ouwe Lindengracht. Daarnaast componeerde hij de muziek voor beroemde (NCRV) tv-series en musicals uit de jaren zestig als Swiebertje, Vadertje Langbeen, De kleine waarheid, Stiefbeen en zoon en Farce Majeure. 
Voor dat laatste programma schreef hij zijn misschien wel bekendste hit Het is uit het leven gegrepen. Het publiek hoorde zijn muziek overigens veel vaker dan het zich realiseerde, want De Groot maakte tevens de muziek voor ontelbare reclamespotjes.
De Groot bespeelde zelf diverse instrumenten, waaronder de accordeon, en maakte ook naam als arrangeur. Als orkestleider heeft hij sinds 1945 heel veel voor radio en televisie gewerkt. Zo werkte hij aan praktisch alle televisieshows mee van Ted de Braak, en was hij betrokken bij verschillende songfestivals. Hij stond zelfs meerdere keren voor het Berlijns Radio Philharmonisch Orkest. Ook was De Groot actief als zanger, meestal in het vocaal ensemble The High (Hi) Five, waarmee De Groot veel reclamespots opnam. De groep was ook te horen op de Mieke Telkamp-hit Waarheen, waarvoor uit 1971. 
Hij werd in 1969 onderscheiden met de Gouden Harp. In 1980 ontving hij de Bulgaarse regeringscultuurprijs, de Orde van Sint-Cyrillus en Sint-Methodius (De Groot was 24 jaar lang jurylid van het "Gouden Orpheus"-songfestival). Hij was - na Herbert von Karajan - de tweede niet-Bulgaar die deze prijs kreeg. Internationale erkenning kreeg hij in 1981 ook met de Distant Accords Statuette.
De Groot overleed op 83-jarige leeftijd in het ziekenhuis in Blaricum. Hij werd gecremeerd in het Crematorium Den en Rust in Bilthoven.